# June Gale
June Gale   (San Francisco, 6 de juliol de 1911 - Los Angeles, 13 de novembre de 1996) nascuda Doris Gilmartin, va ser una actriu nord-americana.

## Biografia
June Gale tenia una germana bessona anomenada Helen Gilmartin, que es deia amb el nom artístic de Jane Gale. Totes dues van créixer juntament amb els bessons Joan (de nom real Lorraine Gilmartin) i Jean Gale (de nom real Lenore Gilmartin), que van néixer un any després.
Les germanes van començar a actuar al vodevil a una edat jove com a suposades Gale Quadruplets sota el nom de "Gale Sisters". A Broadway, Gale i les seves germanes van aparèixer com els Gale Quadruplets a Flying High (1930) i "George White's Scandals" (1931). A principis de la dècada de 1930, June Gale va fer les seves primeres pel·lícules a Hollywood, inicialment com a "Goldwyn Girl"" a Roman Scandals, i a poc a poc va guanyar papers més importants, especialment en pel·lícules B, després de signar amb Fox el 1936. El 1962 va tenir el seu primer paper a la sèrie de televisió Alfred Hitchcock Presents.
El desembre de 1939, Gale es va casar amb Oscar Levant a Fredericksburg, Virgínia, i van romandre casat fins a la seva mort el 1972. Gale, més tard, va estar casada amb Henry Ephron de 1978 a 1992. Com a resultat, es va convertir en la madrastra de les conegudes escriptores Nora Ephron, Delia Ephron, Hallie Ephron i Amy Ephron.
Gale va morir de pneumònia al Centre Mèdic Cedars-Sinai el 13 de novembre de 1996, als 85 anys. Va ser enterrada al cementiri Pierce Brothers Westwood Village Memorial Park a Los Angeles, Califòrnia.

## Filmografia
- 1933: Roman Scandals
- 1934: Moulin Rouge
- 1934: Looking for Trouble
- 1934: Melody in Spring
- 1934: Bottoms Up
- 1935: Folies Bergère de Paris
- 1935: L'homme des Folies Bergère
- 1935: Rainbow’s End
- 1935: Swifty
- 1936: Heroes of the Range
- 1936: The Riding Avenger
- 1936: Sing, Baby, Sing
- 1936: Pigskin Parade
- 1936: One in a Million (1936)
- 1937: The Devil Diamond
- 1937: On the Avenue
- 1937: This Is My Affair
- 1937: Sing and Be Happy
- 1937: The Singing Marine
- 1937: You Can’t Have Everything
- 1937: Thin Ice
- 1937: Wife, Doctor and Nurse
- 1938: Four Men and a Prayer
- 1938: Josette
- 1938: Keep Smiling
- 1938: My Lucky Star
- 1938: Time Out for Murder
- 1938: While New York Sleeps
- 1939: Tail Spin
- 1939: Pardon Our Nerve
- 1939: Inside Story
- 1939: The Jones Family in Hollywood
- 1939: It Could Happen to You
- 1939: Hotel for Women
- 1939: Charlie Chan at Treasure Island
- 1939: The Escape
- 1939: The Honeymoon's Over
- 1940: City of Chance
- 1941: Sis Hopkins
- 1948: Easter Parade
- 1962: The Alfred Hitchcock Hour, sèrie de televisió, episodis 1x12)